# Sân bay quốc tế Carlos Ibanez Del Campo
Sân bay quốc tế Carlos Ibañez Del Campo (IATA: PUQ, ICAO: SCCI) là một sân bay ở thành phố Punta Arenas miền nam Chile, trong vùng Patagonia. Đây là một sân bay hỗn hợp quân sự và dân dụng.
Nhà ga có 3 cổng, 2 băng truyền hành lý, 11 quầy làm thủ tục.

## Các hãng hàng không
- Aerolíneas del Sur (Puerto Montt, Santiago de Chile)
- Aerovias DAP (Porvenir, Puerto Williams)
- LAN Airlines (Coihaique, Concepcion, Mount Pleasant, Puerto Montt, Rio Gallegos, San Francisco, Santiago de Chile, Temuco, Ushuaia)
- Sky Airline (Concepcion, Puerto Montt, Santiago de Chile)